# João Baptista Verquaim
João Baptista Verquaim war ein portugiesischer Kolonialverwalter.
1794 übernahm Verquaim das Amt des Gouverneurs von Portugiesisch-Timor von Joaquim Xavier de Morais Sarmento. Am 22. September 1796 wurde unter Verquaim mit dem Bau der ersten Festung aus Stein in der kolonialen Hauptstadt Dili begonnen. Zu diesem Zeitpunkt befanden sich die mit den Niederlanden verbündeten Reiche Maubara und Sonba’i im Krieg mit verschiedenen Vasallen Portugals. Dili war ohne Befestigungen für Angriffe durch die benachbarten Niederländer und andere Kolonialmächte, wie Frankreich und Großbritannien verwundbar. 1800 wurde Verquaim durch José Joaquim de Sousa als Gouverneur abgelöst.